# Заповедник дикой природы Пхоунканрази
Заповедник дикой природы Пхоунканрази — охраняемая территория на севере Мьянмы, занимающая площадь 2703,95 км2 (1000 кв. миль). Он был открыт в 2003 году и включает в себя речные ареалы, субтропические влажные леса, леса умеренной зоны, лиственные и горные леса. Заповедник граничит с национальным парком Хакаборази, заповедником дикой природы Бумхпа Бум и заповедником дикой природы долины Хукаунг. Все вместе они занимают 30 269 км2 (11 687 кв. миль) и образуют большой охраняемый комплекс природных лесов, который называется Северный лесной комплекс и находится в ведении Департамента лесного хозяйства.
В ходе исследования, проведённого с использованием фотоловушек в 2001—2005 гг., были замечены такие представители дикого животного мира как дымчатый леопард (Neofelis nebulosa), азиатская золотая кошка (Catopuma temminckii), мраморная кошка (Pardofelis marmorata), бенгальская кошка (Prionailurus bengalensis), харза (Martes flavigula) и пятнистый линзанг (Prionodon pardicolor).